# Q (アルバム)
『Q』（キュー）は、日本のバンド・Mr.Childrenによる9枚目のオリジナルアルバム。2000年9月27日にトイズファクトリーより発売された。

## 背景とリリース
通常盤のみで発売。前作『1/42』から約1年ぶり、オリジナルアルバムでは7thアルバム『DISCOVERY』から約1年8ヶ月ぶりとなるアルバム。
本作のセッションは桜井和寿のプライベートスタジオで以前から行われていたが、セッション終了後にニューヨークの「Oorong NY Studio」へ移動。このスタジオは当時のプロデューサーだった小林武史が所有していて、レコーディングの行われた時期は丁度スタジオが完成した直後だったらしく、ニューヨークでは以前のセッションで作り上げていた曲のイントロ・アウトロ・伴奏などの構成を小林と桜井によってミーティングし、新たに構成し直した物を再びバンドで演奏するという形で作業が行われた。
また、プライベートスタジオでProtoolsに録っておいたものの中で、ドラムやギターのフレーズなど使えるものはそのまま使用しているとのこと。
桜井は本作あたりから、作曲時にキーボードを活用するようになったという。
ジャケットは桜井が潜水服を着用しているもので、その背景は絵ではなくアメリカのグレートソルトレイク州立公園で撮影されたもの。また、「深海からの脱出」という意味も込められている。アートディレクターは信藤三雄。
タイトルは本作が9枚目であることにちなみ、当初のレコーディング中に桜井が遊び心で譜面などに小文字で「q」と書いていたものをメンバーやスタッフが気に入ったことに由来する。そのため桜井は、「『Q』という言葉自体に深い意味はない」と述べている。他のタイトル候補として、『Hallelujah』『Stomach Love』があった。
テンポをダーツの合計点によって決めたり、コード進行をくじ引きによって決めたりと、かなり自由なセッションによって制作が進められた。そのため、作曲クレジットがMr.Childrenとなっている楽曲も収録されている。その一方、「つよがり」のようにバンドが目立たない楽曲（桜井曰く「ソロシンガーとして歌うような曲」）もある。
本作発売後にライブツアー『Mr.Children Concert Tour Q 2000-2001』を開催。2001年2月4日に行われたさいたまスーパーアリーナ公演では、BIGLOBE提供でMr.Children初のインターネット生中継が行われた。
桜井は後のインタビューで制作当時を振り返り、「メンバーが音楽やってるときより酒飲んでるときの方が楽しそうな状態で進歩がなかった。解散まで考えた」と述べている。

## チャート成績
初週売上は63.2万枚を記録するも同日発売の『Duty』（浜崎あゆみ）に阻まれてオリコンチャート初登場2位となり、連続1位獲得記録は5作でストップした。累計売上は89.7万枚で、3rdアルバム『Versus』以来6作ぶりに100万枚を下回った（日本レコード協会からはミリオン認定を受けている）。初めて1位を獲得した4thアルバム『Atomic Heart』以降のオリジナルアルバムで、1位を獲得できなかったのは本作のみ。また、『Atomic Heart』以降に発売されたオリジナルアルバム(『1/42』『B-SIDE』を除く)の中で、オリコン年間アルバムランキングでトップ10にランクインしていないのは本作と『miss you』のみ。

## 収録内容
| 全作詞: 桜井和寿、全編曲: 小林武史 & Mr.Children、ストリングス・アレンジ: 小林武史、Stephen Barber、Tony Finno。 |                                      |           |             |      |
| # | タイトル                             | 作詞      | 作曲        | 時間 |
| 1. | 「CENTER OF UNIVERSE」               | 桜井和寿  | 桜井和寿    | 5:32 |
| 2. | 「その向こうへ行こう」               | 桜井和寿  | Mr.Children | 5:48 |
| 3. | 「NOT FOUND」                        | 桜井和寿  | 桜井和寿    | 4:54 |
| 4. | 「スロースターター」                 | 桜井和寿  | 桜井和寿    | 3:15 |
| 5. | 「Surrender」                        | 桜井和寿  | 桜井和寿    | 3:41 |
| 6. | 「つよがり」                         | 桜井和寿  | 桜井和寿    | 5:09 |
| 7. | 「十二月のセントラルパークブルース」 | 桜井和寿  | 桜井和寿    | 5:01 |
| 8. | 「友とコーヒーと嘘と胃袋」           | 桜井和寿  | 桜井和寿    | 4:55 |
| 9. | 「ロードムービー」                   | 桜井和寿  | 桜井和寿    | 4:18 |
| 10. | 「Everything is made from a dream」  | 桜井和寿  | Mr.Children | 4:40 |
| 11. | 「口笛」                             | 桜井和寿  | 桜井和寿    | 5:48 |
| 12. | 「Hallelujah」                       | 桜井和寿  | 桜井和寿    | 6:48 |
| 13. | 「安らげる場所」                     | 桜井和寿  | 桜井和寿    | 3:54 |
| 合計時間: | 合計時間:                            | 合計時間: | 63:52       |      |

## 楽曲解説
1. CENTER OF UNIVERSE
  - ライブでの演奏回数が多い楽曲で、ダーツでテンポを決めて作曲された[5]。
  - ドラムはコルグのシンセサイザーである「KORG Trinity」に内蔵されているドラムの音源を卓とコンプで歪ませ、Protoolsに流し込んだものとを混ぜているという[1]。
  - ギターはプライベートスタジオでのセッションで録音されたものをそのまま使用している[1]。
  - 次曲「その向こうへ行こう」と繋がっているが、アウトロは桜井曰く「2曲目と並べたときにコードが同じになったのがイヤだったので、コード感を忘れるために付け加えたもの」とのこと[1]。
2. その向こうへ行こう
  - 「もしMr.Childrenが漫画『バガボンド』のテーマ曲を作ったら?」というコンセプトで制作された。ギターには「Moogerfooger」というエフェクターが掛けられている[1]。
  - 展開の多い楽曲。サビのベースフレーズは別の楽曲のベースのフレーズを移植したものであり、後半からはシーケンスのフレーズを入れてスピード感を出している。ちなみにループ部分のドラムは桜井が叩いている[1]。
  - バックコーラスは基本的に「Beyond my wish」と歌っているが、ラスサビ部分は新たに「Beyond the expectation」「Beyond the time」「Beyond the sex」「Beyond the place」が付け加えられている。このコーラスは最上川の舟下りの歌を参考にしたもの[1]。
  - 元々はプライベートスタジオで作り上げていたが、ニューヨークでのレコーディングを経て全く違うアレンジに変更された[1]。
3. NOT FOUND
  - 19thシングル表題曲。
4. スロースターター
  - 仮タイトルは「ジュビ研・炎のテーマ」で、メンバーが所属するサッカーチーム「ジュビ研」のゴールシーンで流れる楽曲というコンセプトで制作された[5]。
  - 1999年のセッション時に制作され、ニューヨークで改めてレコーディングし直された[1]。
  - 桜井曰く、没になってもいい気持ちでレコーディングされた曲だとのこと[1]。
5. Surrender
  - 17thシングル『I'LL BE』のカップリング。
  - 表記はされていないものの、冒頭に鈴木英哉のカウントが入っているため厳密にはアルバムバージョンとなっている。
  - 2013年に行われた「Mr.Children［(an imitation) blood orange］Tour」では、田原健一がコーラスを担当した。
6. つよがり
  - 前作『DISCOVERY』のデッドストックで、バンドの勢いを優先した前作にはそぐわないと判断されたため収録が見送られていた[5]。そのため、ベスト・アルバム『Mr.Children 1996-2000』では先に発表された18thシングル『口笛』や19thシングル『NOT FOUND』よりも曲順が先になっている。
  - ニューヨークの現地のオーケストラを40人程呼んだとのこと[1]。
  - ボーカルにノイズが入っているものの、アナログっぽさがアリということでそのまま収録された[1]。
  - 小林曰く、ストリングスのエコーはエフェクトはかけておらず、スタジオの反響をそのまま用いているとのこと[1]。
  - 2014年に開催されたファンクラブ限定ツアー『Mr.Children FATHER&MOTHER 21周年ファンクラブツアー』の直前に行われた「会員が最もライブで聴きたい曲」アンケートでは14位に選ばれた[7]。
  - 36thシングル『ヒカリノアトリエ』にはMr.Childrenとサポートメンバーによるバンド・ヒカリノアトリエによるスタジオライブがカップリングされている。
7. 十二月のセントラルパークブルース
  - タイトルの「セントラルパーク」をはじめ、歌詞に「ダコタ・ハウス」「六番街」等ニューヨークの地名が登場する。
  - セッション中に出来た2つの楽曲を1つにしたもの。歌詞は『深海』の頃、ニューヨークでレコーディングを行なった際の出来事が綴られている[1]。
  - 桜井は当時のインタビューで、「12月のNYを思ってつくったんじゃなく『深海』のころの自分を思ってる曲で。ホントに、どっかから飛び降りようと思ったくらい悩んでたときが、12月で。その自分を、今、笑って歌えるみたいな。笑えるだけの強さが取り戻せたっていう」と語っている。
  - 次曲の「友とコーヒーと嘘と胃袋」へアウトロが繋がっており、この曲から「ロードムービー」までノンストップとなる。
8. 友とコーヒーと嘘と胃袋
  - 歌詞には赤塚不二夫やキース・リチャーズ、野坂昭如、藤原喜明が登場する。
  - 冒頭のコーヒーカップの音はエンジニアが喫茶店で録音したもので、ミックスを終えた直後に取り付けた[1]。
  - 間奏は桜井の語りであり、小林の提案でワインを飲んでから酩酊状態で録られている。「Mr.Children Concert Tour Q 2000-2001」での初披露では該当箇所にてコール&レスポンスが行われたものの、「Mr.Children 2マンLIVE」においての演奏では桜井が語りをほぼ再現していた。
  - 真心ブラザーズのアルバム『KING OF ROCK』に影響を受けた楽曲[8]。
9. ロードムービー
  - アルバム曲ながらファンの人気が高い楽曲。
  - セッションではなくニューヨークで制作されていったもの。桜井は2000年の元日に歌詞を書き上げ、この曲は自分が作った中で最も気に入っている歌詞だと語っている。
  - ニューヨークのスタジオで別楽曲のセッション中、進展が見られず中断しスタジオを後にしようとした際、急遽メンバーに提案され同日レコーディングされた[2]。
  - 元々この楽曲にエレキギターは入るスペースが無いと桜井は思っていたものの、田原がまるでエレキギターを元に楽曲を構成したようなギターを入れたため非常に驚いたという。
  - 曲中のグロッケンは小林が担当している[1]。
10. Everything is made from a dream
  - Mr.Childrenが出演するBIGLOBE「Mr.Children Alternative」のCMソング。
  - 仮タイトルは「やまびこマーチ」で、マーチをベースに楽曲が進行している。
  - 2000年の元旦に放送されていた遺伝子医学の特別番組を受けて歌詞が書かれた。
  - 楽曲の大半は桜井のプライベートスタジオで既に作られていたが、サビでのリズムの変更といった部分はニューヨークで行われた[1]。
  - 間奏での語りはスタジオにいた人々に一通りセリフを読ませ、それを切り貼りし、タイムコンプレッションなどのエフェクトをかけたもの[1]。
  - エンディングはエフェクトを用い音が萎む加工がなされているが、桜井曰く「夢のことを歌ったものだから、膨らんで終わるんじゃなくて、しぼんでまた最初に戻るのが面白いかなと」とのこと[1]。
  - 歌詞にジョン・レノンやブルース・リーが登場する。
11. 口笛
  - 18thシングル表題曲。
12. Hallelujah
  - 当初は『I'LL BE』のカップリング曲候補だったが、思いの外出来が良かったことで本作のリード曲となった。
  - イントロの桜井のギターはトレモロとディレイをかけたもので、ディレイの効果が逆に気持ち悪くていいということで採用された[1]。
  - アルバムタイトル候補だった楽曲の1つ。
  - 1999年12月27日にスペースシャワーTVで放送された本アルバムのドキュメンタリー番組内で、未発表曲として先行披露されていた[5]。しかし、番組収録後に「サビでガンと盛り上がる感じが足りない」と気付いて年明けには別のアレンジでレコーディングし直したという[1]。
  - 後にベスト・アルバム『Mr.Children 1996-2000』にも収録された。
13. 安らげる場所
  - 2ndアルバム『Kind of Love』収録「いつの日にか二人で」と同様、小林のピアノとストリングスで構成されたスローバラードで桜井の個人的な楽曲という[5]。
  - アルバム制作当初から完成していた[1]。
  - 「つよがり」同様ボーカルにノイズが入っているが、アナログっぽさがアリということでそのまま収録された[1]。
  - ライブツアー「Mr.Children Concert Tour Q 2000-2001」では、本作で唯一演奏されなかった曲。

## 参加ミュージシャン
- Mr.Children
  - 桜井和寿：Vocal, Guitar
  - 田原健一：Guitar
  - 中川敬輔：Bass
  - 鈴木英哉：Drums
- 小林武史：Keyboards
- 吉田誠：Computer Programming
- 谷口和弘：Assistant Programming
- 平沼浩司 : Mixing

その向こうへ行こう
- Sandra Park Strings：Strings

NOT FOUND
- Sandra Park Strings：Strings

つよがり
- Sandra Park Strings：Strings

Hallelujah
- Catherine Russell：Chorus
- Ada Dyer：Chorus

安らげる場所
- Sandra Park Strings：Strings

## ライブ映像作品
| 曲名                             | 作品名                                                       |
| -------------------------------- | ------------------------------------------------------------ |
| CENTER OF UNIVERSE               | Mr.Children Concert Tour Q 2000～2001                        |
| CENTER OF UNIVERSE               | wonederful world on DEC 21                                   |
| CENTER OF UNIVERSE               | ap bank fes '05                                              |
| CENTER OF UNIVERSE               | MR.CHILDREN DOME TOUR 2005 "I ♥ U" 〜FINAL IN TOKYO DOME〜   |
| CENTER OF UNIVERSE               | Mr.Children HOME TOUR 2007                                   |
| CENTER OF UNIVERSE               | Mr.Children HOME TOUR 2007 -in the field-                    |
| CENTER OF UNIVERSE               | Mr.Children STADIUM TOUR 2011 SENSE -in the field-           |
| CENTER OF UNIVERSE               | Mr.Children [(an imitation) blood orange] Tour               |
| CENTER OF UNIVERSE               | Mr.Children DOME & STADIUM TOUR 2017 Thanksgiving 25         |
| その向こうへ行こう               | Mr.Children Concert Tour Q 2000～2001                        |
| NOT FOUND                        | →「 NOT FOUND#ライブ映像作品 」を参照                        |
| スロースターター                 | Mr.Children Concert Tour Q 2000～2001                        |
| Surrender                        | →「 I'LL BE#ライブ映像作品 」を参照                          |
| つよがり                         | Mr.Children Concert Tour Q 2000～2001                        |
| つよがり                         | wonederful world on DEC 21                                   |
| つよがり                         | Mr.Children Tour 2009 〜終末のコンフィデンスソングス〜       |
| つよがり                         | miss you LIVE                                                |
| 十二月のセントラルパークブルース | Mr.Children Concert Tour Q 2000～2001                        |
| 友とコーヒーと嘘と胃袋           | Mr.Children Concert Tour Q 2000～2001                        |
| ロードムービー                   | Mr.Children Concert Tour Q 2000～2001                        |
| ロードムービー                   | Mr.Children DOME TOUR 2009 SUPERMARKET FANTASY IN TOKYO DOME |
| ロードムービー                   | Mr.Children Dome Tour 2019 Against All GRAVITY               |
| Everything is made from a dream  | Mr.Children Concert Tour Q 2000～2001                        |
| Everything is made from a dream  | ap bank fes '05                                              |
| Everything is made from a dream  | Mr.Children STADIUM TOUR 2011 SENSE -in the field-           |
| 口笛                             | →「 口笛#ライブ映像作品 」を参照                             |
| Hallelujah                       | Mr.Children Concert Tour Q 2000～2001                        |
| Hallelujah                       | Mr.Children CONCERT TOUR POPSAURUS 2001                      |
| Hallelujah                       | MR.CHILDREN DOME TOUR 2005 "I ♥ U" 〜FINAL IN TOKYO DOME〜   |
| Hallelujah                       | miss you LIVE                                                |